# La Loi des rancheros
Pour plus de détails, voir Fiche technique et Distribution.
La Loi des rancheros (Cowboys from Texas) est un film américain réalisé par George Sherman, sorti en 1939.

## Fiche technique
- Titre original : Cowboys from Texas
- Titre français : La Loi des rancheros
- Réalisation : George Sherman
- Scénario : Oliver Drake d'après les personnages de William Colt MacDonald
- Photographie : Ernest Miller
- Montage : Tony Martinelli
- Musique : William Lava
- Pays de production : États-Unis
- Format : Noir et blanc - 1,37:1
- Genre : western
- Durée : 55 minutes
- Date de sortie : 1939

## Distribution
- Robert Livingston : Stony Brooke
- Raymond Hatton : Rusty Joslin
- Duncan Renaldo : Renaldo
- Carole Landis : June Jones
- Charles Middleton : Kansas Jones
- Ivan Miller : Clay Allison
- Betty Compson : Belle Starkey
- Ethan Laidlaw (en) : Duke Plummer
- Yakima Canutt : Tex Dawson